# Rashida Jones
Rashida Leah Jones (Los Angeles (Californië), 25 februari 1976) is een Amerikaans actrice, schrijfster, model en muzikant. Ze werd in zowel 2002 (voor haar rol in Boston Public) als 2013 (voor die in Parks and Recreation) genomineerd voor een Image Award en in 2013 samen met Will McCormack ook voor een Independent Spirit Award voor beste eerste scenario (voor de film Celeste & Jesse Forever).

## Biografie
Jones is de jongste dochter van Peggy Lipton (1946-2019), uit diens huwelijk met Quincy Jones (1933-2024). In haar vaders autobiografie vertelt hij dat Jones op vijfjarige leeftijd vaak na bedtijd boeken zat te lezen. Rond diezelfde tijd speelde ze al klassieke concerten. Haar moeder vertelde in Entertainment Tonight: "Rashida is een geweldige zangeres en liedschrijfster, dus dat heeft ze geërfd (van Quincy), daar bestaat geen twijfel over. Haar vader leert haar ook arrangeren."
Toen Jones tien jaar oud was scheidden haar ouders. Haar ouders woonden op korte afstand van elkaar. Jones woonde bij haar moeder, terwijl haar oudere zus Kidada bij haar vader woonde. Haar oudere broer QD3 is ook actief in de muziekindustrie en heeft voor verscheidene hiphop-artiesten geproduceerd, waaronder LL Cool J en 2Pac.
Jones groeide op in Bel-Air en bezocht de Buckley School in Los Angeles. In 1997 behaalde ze een Bachelor of Arts in religie en filosofie aan de Harvard-universiteit.
Tijdens haar tienerjaren haalde Jones de krantenkoppen toen ze reageerde op vernietigende en obscene opmerkingen van Tupac Shakur over haar vader en het gemengde huwelijk van haar ouders. Ze schreef een open brief naar Tupac wat ertoe leidde dat hij haar wou opzoeken om zijn verontschuldigingen aan te bieden. Tupac zag echter Kidada aan voor Rashida. Ze werden verliefd en waren verloofd tot zijn moord.
Jones was verloofd met DJ Mark Ronson nadat hij haar een puzzel gaf waar "Wil je met me trouwen?" op stond, maar ze gingen een jaar later uit elkaar.

## Filmografie
- On the Rocks (2020) - Laura
- Spies in Disguise (2019) - Marcy (stem)
- Klaus (2019) - Alva (stem)
- Between Two Ferns: The Movie (2019) - Als zichzelf
- The Sound of Silence (2019) - Ellen Chasen
- The Grinch (2018) - Donna Who (stem)
- Tag (2018) - Cheryl Deakins
- Zoe (2018) - Emma
- Croc-Blanc (2018) - Maggie Scott (stem)
- Don't Come Back from the Moon (2017) - Eva Smalley
- Matters of the Heart (2015)
- Inside Out (2015) - Cool Girl's Emotions (stem)
- Cuban Fury (2014) - Julia
- Decoding Annie Parker (2013) - Kim
- Celeste & Jesse Forever (2012) - Celeste
- The Muppets (2011) - Veronica Martin
- The Big Year (2011) - Ellie
- Friends with Benefits (2011) - Maddison
- Our Idiot Brother (2011) - Cindy
- The Social Network (2010) - Marylin Delpy
- Monogamy (2010) - Nat
- Cop Out (2010) - Debbie
- I Love You, Man (2009) - Zooey Rice
- Brief Interviews with Hideous Men (2009) - Hannah
- Life in Flight (2008) - Nina
- The Ten (2007) - Hostess Rebecca Fornier
- Little Black Book (2004) - Dr. Rachel Keyes
- Death of a Dynasty (2003) - Layna Hudson
- Now You Know (2002) - Kerri
- Full Frontal (2002) -
- Roadside Assistence (2001) - Luci
- If These Walls Could Talk 2 (2000) - Feminist (televisiefilm)
- East of A (2000) - Emily
- Myth America (1998)
- The Last Don (1997) - Johanna

## Televisie
- Black Mirror (2025) - Amanda (afl. "Common People")
- Parks and Recreation (2009-2013) (103 afleveringen)
- The Awesomes (2013) - Hotwire (9 afleveringen)
- Web Theory (2008-2012) - Hayley Feldman-Tate (5 afleveringen)
- Unhitched (2008) - Kate (6 afleveringen)
- The Office US (2006-2011) - Karen Filippelli (26 afleveringen)
- Wanted (2005) - Carla Merced (13 afleveringen)
- NY-LON (2004) - Edie Miller (7 afleveringen)
- Chappelle's Show (2003-2004) - Pam (2 afleveringen)
- Boston Public (2000-2002) - Louisa Fenn (26 afleveringen)